# Neuilly-sur-Marne
Neuilly-sur-Marne is een gemeente in het Franse departement Seine-Saint-Denis (regio Île-de-France). De gemeente telde 38.799 inwoners op 1 januari 2022. De plaats maakt deel uit van het arrondissement Le Raincy.

## Geografie
De oppervlakte van Neuilly-sur-Marne bedroeg op 1 januari 2022 6,86 vierkante kilometer; de bevolkingsdichtheid was toen 5.655,8 inwoners per km².
De onderstaande kaart toont de ligging van Neuilly-sur-Marne met de belangrijkste infrastructuur en aangrenzende gemeenten.

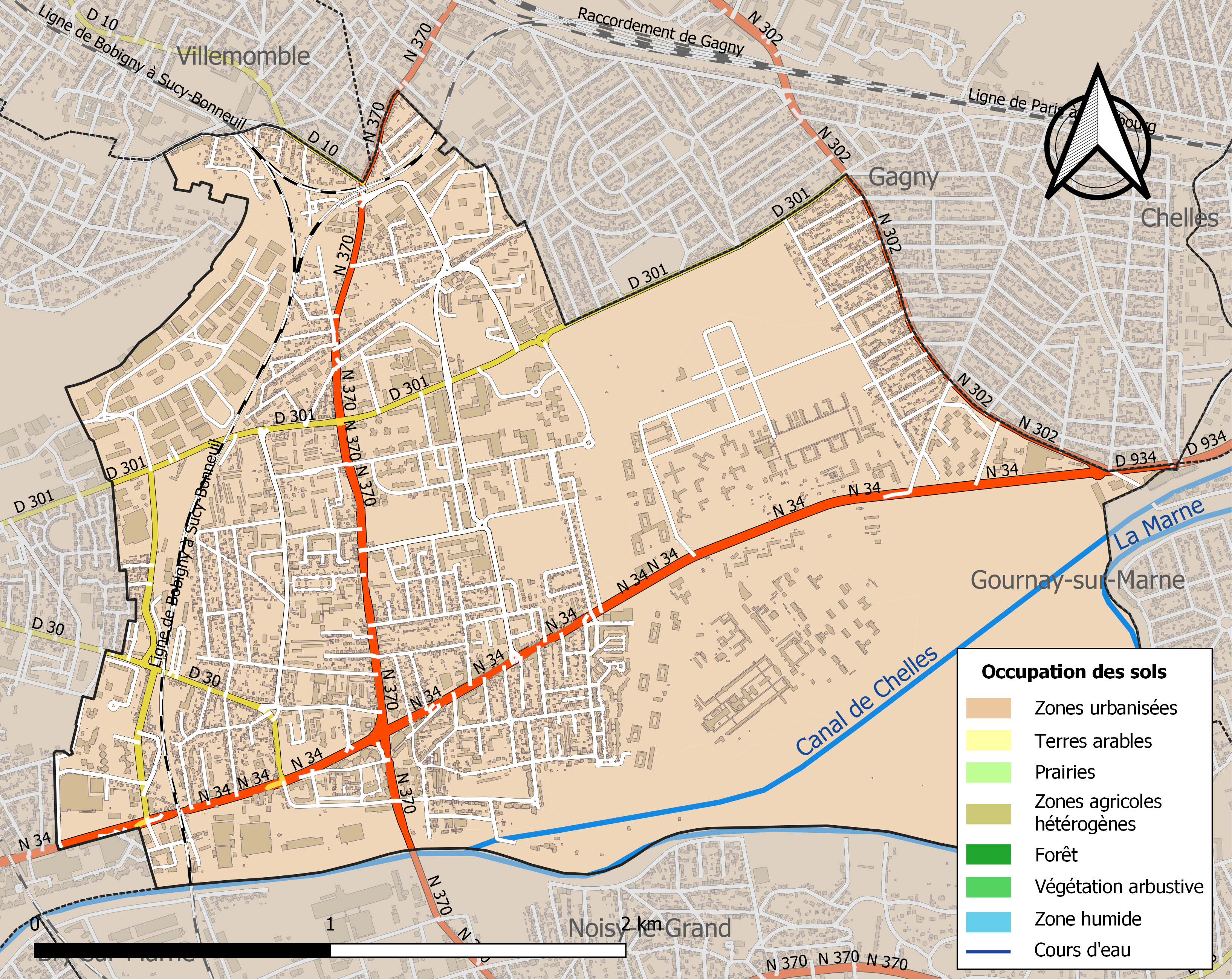

## Demografie
Onderstaande figuur toont het verloop van het inwonertal (bron: INSEE-tellingen).

## Geboren
- Sylvain Wiltord (1974), voetballer
- William Vainqueur (1988), voetballer
- Evens Joseph (1999), voetballer